# Madagaszkári holdasszövő
A  madagaszkári holdasszövő  (Argema mittrei) a rovarok (Insecta) osztályába, a lepkék (Lepidoptera) rendjébe, ezen belül a pávaszemek (Saturniidae) családjába, és az (Argema) nembe tartozó, a világ egyik legnagyobb méretű lepkefaja.

## Előfordulása
Madagaszkár endemikus faja, élőhelye az esőerdők.

## Megjelenése

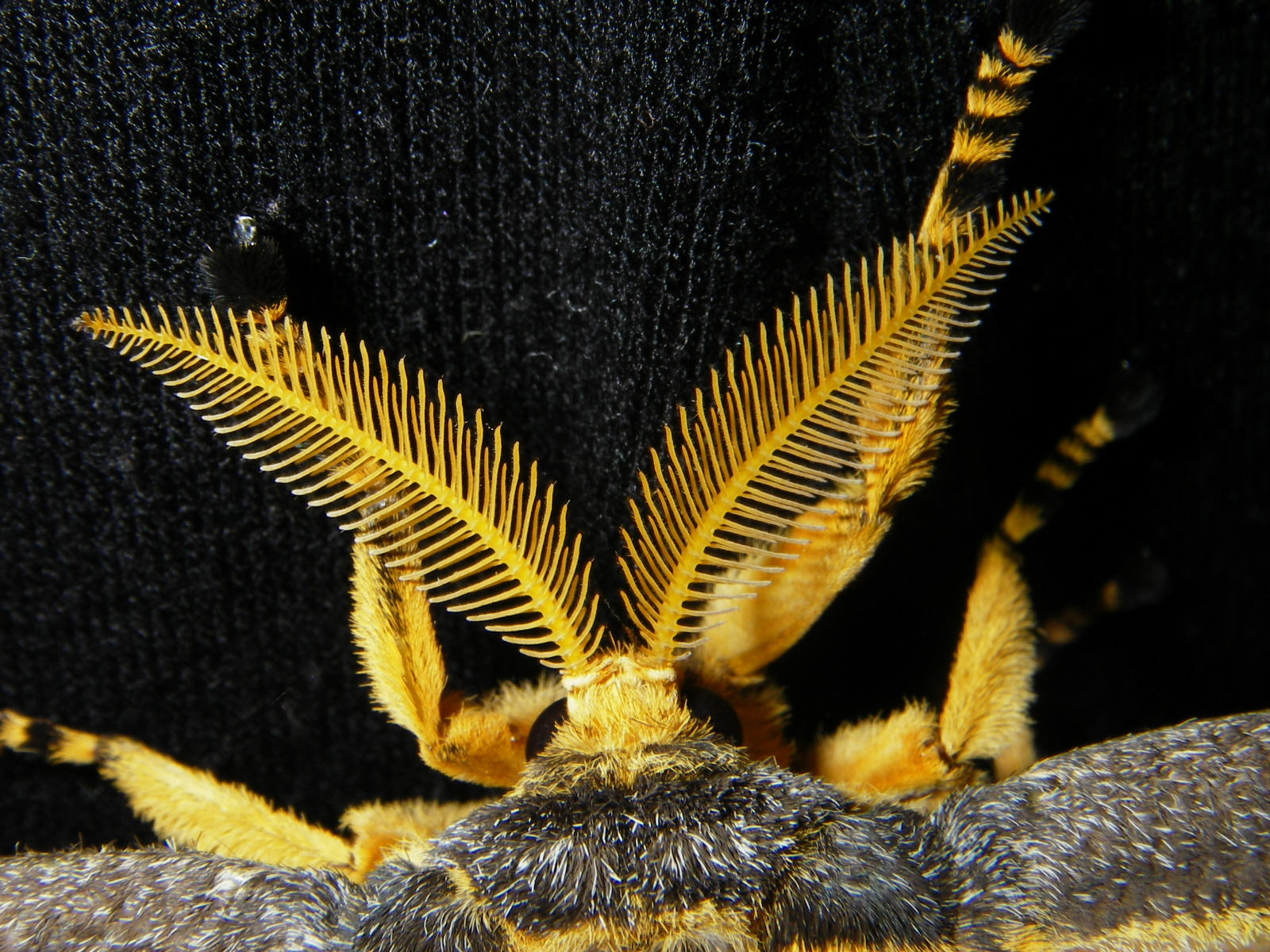
Fején lévő csápjai

Élénk sárga színű, barna mintázatú, hosszú farkú, négy nagy barna szemfolttal rendelkező lepke. A hím szárnyainak szélessége 20 cm, farka 15 cm, hosszú tollas antennái vannak. A farok akár hatszor olyan hosszú is lehet, mint a test. 
A nőstény zömökebb, farka rövidebb, szárnyai kerekebbek, tollas csápjai is jelentősen kisebbek.
Tanulmányozásuk során a tudósok megfigyelték, hogy a hosszú farok alkalmas a legfőbb természetes ellenségük, a denevérek megtévesztésére. 
A repülő lepke csavart farokformája, tükrözi és megzavarja a denevérek echolokációját, így terelve el a figyelmet a lepke fontosabb, sebezhetőbb részeiről. 
Mivel csak éjszaka aktívak, ilyenkor feltűnő színüknek nem sok hasznát veszik, viszont nappal jól álcázza őket ez a színezet. 
Szárnyaikon lévő nagy szemfoltjai szintén a ragadozók megtévesztését, elriasztását szolgálja.

## Életmódja

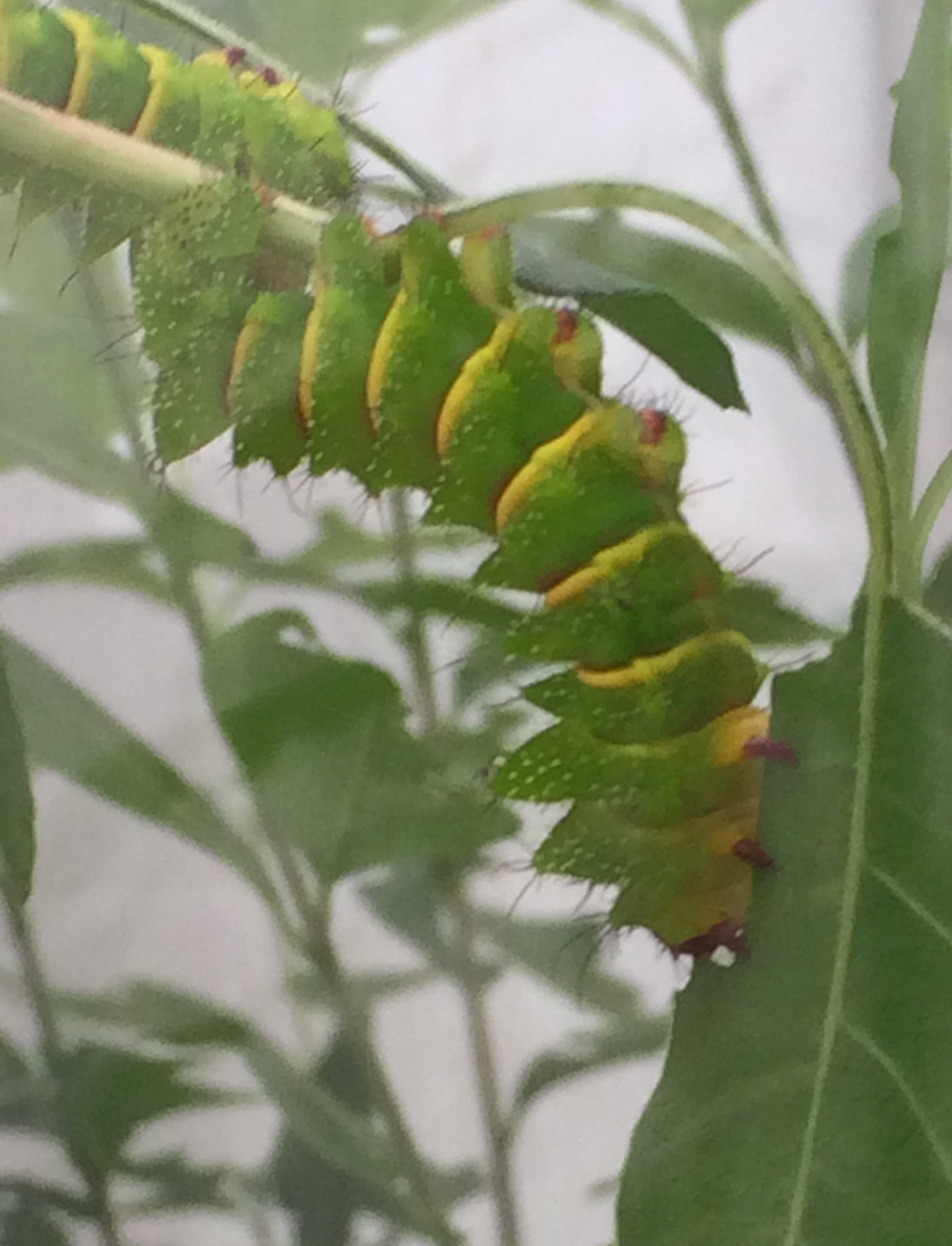

Egyetlen életszakaszában, hernyóként táplálkozik csak, arról a tápnövényről, melyre a nőstény a kikelése előtt a petéit elhelyezte.
Időnként abbahagyják az étkezést, amikor vékony kitinbőrük megkeményedik, melyből kibújva, az alatta keletkezett új bőrben folytatják a táplálkozást. Ezt négyszer ismétlik meg, közben körülbelül két hónap alatt a kishernyókból, nagy élénkzöld hernyók lesznek, majd az ötödik fázisnál, nagy szürkés-fehér zsákszerű kokonokban bebábozódnak. A kokonok laza szövésűek, lukacsosak, így a gyakori trópusi esővíz ki tud belőle folyni, így a bábban fejlődő állat nem fullad meg. 
5–6 hónapig tart, amíg a teljes metamorfózisa befejeződik.
A lepkévé alakult példányoknak nincsen szájszervük, így táplálkozni sem képesek, a hernyófázis során felhalmozott élelemből élnek, mely általában 4-5 napig tart, ezután a lepke elpusztul. 
Repülni is csak ebben, az imágó életszakaszukban tudnak, mely inkább a hímekre jellemző, míg megtalálják a nőstényeket. A nőstények ritkán repülnek, általában  a kikelés helyén maradnak, várva a megtermékenyítő hímekre.
Éjszakai aktív faj.

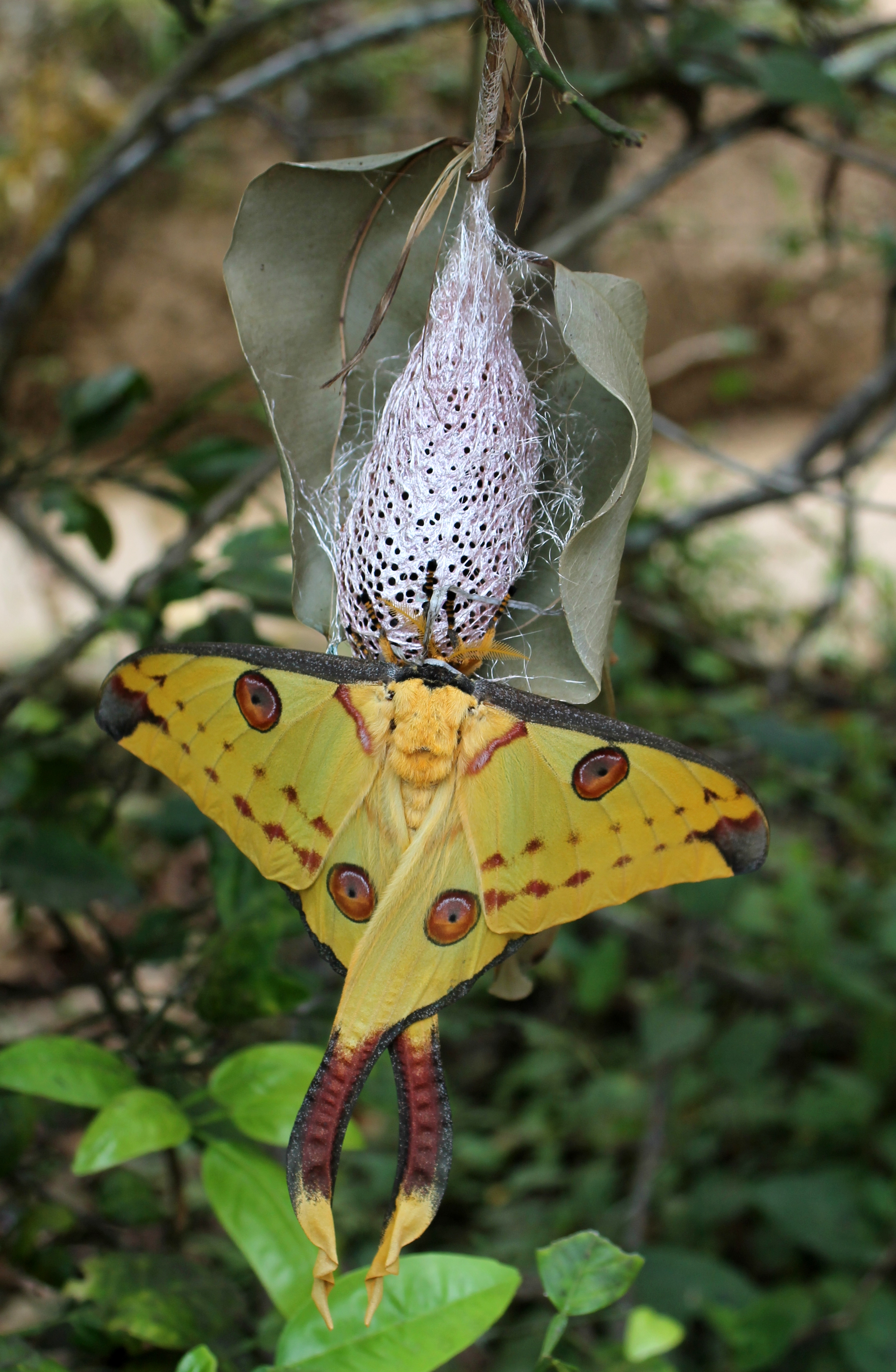
Nősténylepke a kokonján

Míg napközben a napfény melegen tartja őket, az éjszaka hűvös esőerdőkben való repüléshez fel kell melegíteniük a testüket, melyet úgy érnek el, hogy mielőtt elindulnának, szárnyaival és egész testükkel rezegnek, míg  el nem érik a repüléshez szükséges hőmérsékletet.

## Szaporodása
A párzásnak az imágóvá alakulás utáni első napon meg kell történnie, mert a nőstény petesejtjeit később már nem lehet megtermékenyíteni. A nőstény csak a kokon elhagyást követő napon termékeny, ekkor feromonokat bocsát ki a levegőbe, melyet érzékeny bolyhos csápjával a hím mérföldekről is érzékel. A nőstény és a hím a következő éjszakáig párosodhat. A sikeres párzás után a  nőstény valamelyik tápnövényét felkeresve helyezi el 120-170 petéjét, melyből 10-20 nap elteltével kelnek ki a hernyók és azonnal táplálkozni kezdenek.

## Tápnövényei

### Eredeti gazdanövények
Weinmannia eriocampa, Uapaca fajok, Eugenia cuneifolia, Sclerocarya birrea.

### Helyettesítő gazdanövények
Sárga cserszömörce, tasmaniai havasi eukaliptusz, terpentinpisztácia, híoszipisztáciafa, Rhuscopallinum, Rhuslaurina, Rhustoxicodendron, Ecetfa, Perui borsfa, rózsaszín bors, mimóza fajok, amerikai ámbrafa.

## Veszélyeztetettségük
Egyetlen természetes élőhelyén, az esőerdők folyamatos irtása miatt, élettere egyre szűkül, egyedszámuk egyre csökken.
Fogságban való szaporítását viszont a világ több pontján sikeresen megvalósították.